# آيريديسنت
آيريديسنت (بالإنجليزية: Iridescent)‏ هي أغنية لفرقة الروك الأمريكية «لينكين بارك»، وهي الأغنية المنفردة الرابعة والأخيرة من الألبوم «أثاوزند سنز (A Thousand Suns)». وحازت الأغنية على المرتبة رقم 81 في الولايات المتحدة.